# Estación Teodelina
Teodelina es una estación ferroviaria ubicada a 7 km de la localidad del mismo nombre, Departamento General López, Provincia de Santa Fe, Argentina.

## Servicios
Actualmente, no presta servicios de pasajeros ni de cargas en la actualidad.

## Historia
En el año 1890 fue inaugurada la Estación, por parte del Ferrocarril Buenos Aires al Pacífico, en el ramal a Santa Isabel. Los antiguos pobladores de esta estación la llamaban San Marcelo.